# Teorema della media integrale
In matematica, il teorema della media integrale è un teorema che mette in relazione le nozioni di integrale e di funzione continua per le funzioni di una variabile reale. Una funzione continua definita su un intervallo ha come immagine ancora un intervallo: il teorema della media integrale stabilisce che la media integrale della funzione sia un valore incluso nell'intervallo immagine.

## Il teorema
Il concetto di media integrale è una generalizzazione dell'idea di media aritmetica. L'idea è quella di calcolare il valore medio assunto da una funzione {\displaystyle f} su un intervallo {\displaystyle [a,b]} (in cui {\displaystyle f} è continua) calcolando la media aritmetica dei valori che la funzione assume su un insieme finito (molto grande) di {\displaystyle N+1} punti distribuiti uniformemente nell'intervallo, cioè si suddivide l'intervallo in {\displaystyle N} sottointervalli {\displaystyle [x_{k},x_{k+1}],} con {\displaystyle k=0,\ldots ,N,} tutti di lunghezza {\displaystyle (b-a)/N} e si calcola la media:
{\displaystyle {\frac {1}{N}}\sum _{i=1}^{N}f(x_{i})={\frac {1}{b-a}}\sum _{i=1}^{N}{\frac {b-a}{N}}f(x_{i}).}
Dalla definizione di integrale di Riemann segue che considerando quantità {\displaystyle N} sempre maggiori di punti questa espressione converge al valore:
{\displaystyle {{1} \over {b-a}}\int _{a}^{b}f(x)\,dx}
che viene chiamato media integrale di {\displaystyle f}.
Il teorema afferma che se {\displaystyle f\colon [a,b]\to \mathbb {R} } è continua (quindi integrabile) allora esiste almeno un valore {\displaystyle c\in [a,b]} tale che:
{\displaystyle {{1} \over {b-a}}\int _{a}^{b}f(x)\,dx=f(c).}
In modo equivalente:
{\displaystyle \int _{a}^{b}f(x)dx=(b-a)f(c).}

## Dimostrazione
Essendo {\displaystyle f} continua in {\displaystyle [a,b]}, per il teorema di Weierstrass essa è dotata di massimo {\displaystyle M} e di minimo {\displaystyle m} su {\displaystyle [a,b]}, quindi si ha:
{\displaystyle m\leq f(x)\leq M.}
Dalla proprietà di monotonia dell'integrale risulta:
{\displaystyle \int _{a}^{b}m\,dx\leq \int _{a}^{b}f(x)\,dx\leq \int _{a}^{b}M\,dx.}
Nei membri a destra e a sinistra della disuguaglianza si sta integrando una funzione costante, quindi si ha:
{\displaystyle \int _{a}^{b}m\,dx=m\int _{a}^{b}\,dx=m(b-a)}
e analogamente:
{\displaystyle \int _{a}^{b}M\,dx=M\int _{a}^{b}\,dx=M(b-a).}
Si ottiene quindi:
{\displaystyle m(b-a)\leq \int _{a}^{b}f(x)\,dx\leq M(b-a),}
ovvero, se {\displaystyle b>a}:
{\displaystyle m\leq {{1} \over {b-a}}\int _{a}^{b}f(x)\,dx\leq M.}
Per il teorema dei valori intermedi {\displaystyle f} deve assumere in {\displaystyle [a,b]} tutti i valori compresi tra:
{\displaystyle \sup _{[a,b]}f=M{\mbox{ e }}\inf _{[a,b]}f=m,}
quindi, in particolare, esiste almeno una {\displaystyle c\in [a,b]} tale che:
{\displaystyle f(c)={{1} \over {b-a}}\int _{a}^{b}f(x)dx.}